# I racconti della luna pallida d'agosto
I racconti della luna pallida d'agosto (Ugetsu monogatari, letteralmente 'I racconti della Luna di pioggia', 雨月物語) è un film del 1953 diretto da Kenji Mizoguchi, con Masayuki Mori e Machiko Kyō.
Il film, uno dei più celebrati film di Mizoguchi e annoverato dai critici tra i capolavori del cinema giapponese, è ambientato nel Giappone del sedicesimo secolo ed è ispirato ai due racconti La casa fra gli sterpi e La lubricità del serpente di Ueda Akinari, facenti parte della raccolta Racconti di pioggia e di luna.
Il film ha vinto il Leone d'argento al Festival di Venezia 1953, mentre nel 1956 ha guadagnato anche una nomination agli Oscar per i migliori costumi.

## Trama

Una scena del film

Giappone, fine del XVI secolo: il vasaio Genjurô e suo cognato Tobei con le mogli Miyagi e Ohama vivono in un villaggio della regione di Omi. Nella città vicina, Nagahama vendono le ceramiche. Tobei sogna di diventare samurai e ha bisogno di soldi per comprare armatura e lancia. Mentre nel forno sta per cuocere una nuova partita di vasi, nella notte sono costretti a fuggire nei boschi perché il villaggio è saccheggiato dai soldati. Ritornati alla fornace, constatano che i vasi sono intatti e cotti. In barca, attraverso il Lago Biwa, diretti alla vicina città di Takashima, che ha un mercato ancora più grande, incontrano un'imbarcazione alla deriva: un marinaio morente li avvisa di pirati che attaccano e depredano le barche e violentano le donne; Genjurô sbarca Miyagi e il figlio Genichi affinché ritornino al villaggio e prosegue con Tobei e Ohama.
In città, i prodotti di Genjurô vanno a ruba, i guadagni sono cospicui. Tobei approfitta della distrazione della moglie per comprare l'armatura e la lancia; Ohama andata a cercarlo in una zona isolata viene attaccata e stuprata da militari. Mentre Genjurô sta comprando preziosi kimono di seta,  è avvicinato da una giovane donna, nobile e avvenente, Lady Wakasa, che ordina vasellame e lo invita a consegnarglielo nella sua villa: affascinato e sedotto si intrattiene con lei dimenticando la famiglia. 
Miyagi e il piccolo Genichi, in cammino verso il villaggio, devono costantemente nascondersi dai saccheggiatori. Una donna pietosa offre a Miyagi del cibo per il bambino e le indica una via secondaria per raggiungere casa, ma sul sentiero soldati affamati la assalgono, le sottraggono il cibo e la feriscono mortalmente.
Tobei assiste, non visto, alla decapitazione-suicidio di un importante generale nemico. Uccide il soldato che ha eseguito l'ordine e porta la testa del generale al signore del luogo. Costui, malgrado abbia intuito l'inganno, lo nomina samurai e gli consegna cavallo e uomini armati. 
Tronfio del suo successo, Tobei non vede l'ora di recarsi al proprio villaggio, ma, fermatosi per riposare con i suoi uomini in una casa di tolleranza, fa un'amara scoperta: Ohama vi lavora come prostituta.
Genyuro, avviato al paese dopo notti magiche con la gentildonna, viene notato da un sacerdote che gli fa un'inquietante rivelazione: la donna non è altri che uno spettro ammaliatore. Per spezzare il sinistro legame, il sacerdote dipinge sul suo corpo un sutra e Genjurô si libera dell'incantesimo, per scoprire però che lo sterminio della stirpe dei Wakasa è fatto antico e della gentildonna non restano più tracce.
Pentito e in preda ai sensi di colpa, Genyuro torna a casa e arriva a destinazione di notte; qui lo attende sveglia la moglie che lo conforta mentre il figlio dorme placido. La mattina, svegliato dal capo-villaggio, apprende che Miyagi è stata uccisa dai soldati affamati, Genichi invece è stato accolto presso la famiglia del capo e quella notte, forse sentendo l'imminente arrivo del padre, è fuggito a casa sua.
Tobei chiede perdono a Ohama, butta nel fiume armatura e lancia. Finiti saccheggi e razzie, la vita riprende: Tobei lavora la terra, Ohama lo aiuta e si prende cura del nipote; Genjurô continua a produrre vasi, tazze e pentole, con la presenza in spirito della moglie Miyagi, a cui il figlioletto rende omaggio lasciando del cibo sulla sua tomba.

## Temi
- la violenza della guerra civile
- la campagna e la città
- il vasaio e il samurai
- i sogni e le ambizioni
- i ruoli dell'uomo e della donna
- L'Arte come ricerca della bellezza (l'artigiano e l'artista)
- la vita, la morte, i fantasmi
- l'esistenza e l'apparenza

## I ruoli dell'uomo e della donna
Gli uomini hanno costruito una società dominata dal denaro (il vasaio) e dal potere (il samurai) e inseguono egoisticamente le loro ambizioni. Si allontanano dalla famiglia in avventure solitarie per l'ottenimento delle armi o la vendita del vasellame. Sognano un modello di donna al loro servizio, una donna idealizzata e sublimata, non una donna reale. Mizoguchi rappresenta gli uomini prigionieri e vittime del dominio maschile che hanno imposto.
Le donne, costrette ad accettare una condizione ingiusta e subalterna, affrontano da sole la realtà; non si ribellano in modo aperto, come le donne occidentali, ma, esasperando la loro sottomissione, trasformano il desiderio e la volontà maschile in critica e negazione.
Miyagi sarà idealizzata da Genjuro solo dopo la morte e Ohama sarà compresa da Tobei solo dopo essere diventata una prostituta.

## Una storia di fantasmi
Il film di Mizoguchi invita a riflettere sul significato dei fantasmi nell'arte del racconto, nel teatro e nel cinema. La tradizione cinese che ha ispirato la tradizione teatrale classica giapponese si ispira al potere immaginario della rappresentazione con fantasmi e alla libertà che essa offre allo spirito. Se l'immaginario è parte della realtà, se esso stesso è realtà, non ci si può stupire di vedere in questo film che i fantasmi hanno una esistenza e un corpo. La forza del desiderio e dell'immaginazione li fa esistere.
Nel film ci sono tre apparizioni di fantasmi:
- il marinaio morente
- lady Wakasa
- Miyagi

## L'Arte e la ricerca della bellezza
(Parole pronunciate dal capovillaggio)
I personaggi del film cercano di rifugiarsi nell'immaginario, nel sogno, nella bellezza per sfuggire una realtà sordida, atroce e infernale. Ma spesso la bellezza e il sogno si rivelano ingannatori, pericolosi, malefici.
Sequenze esemplari: la sequenza del viaggio in barca, la sequenza del soggiorno di Genjuro nel palazzo di Lady Wakasa. Quando il miraggio si dissipa i personaggi precipitano in un mondo ancora più terribile.

## Essenza e apparenza
Il tema centrale del film rinvia alla domanda che ogni artista si pone sulla sua arte, in questo caso il cinema.
La macchina da presa registra la realtà ma sullo schermo non ci sono che ombre, fantasmi delle cose.
L'esistenza concreta si muta in apparenza, finzione. La verità documentaria, il mondo oggettivo si trova inestricabilmente legato al mondo soggettivo, mentale: ogni inquadratura in Mizoguchi riflette questo conflitto

## La colonna sonora
La colonna sonora è del musicista Fumio Hayasaka.
Hayasaka usa la sua musica per dare al film un'atmosfera spettrale e sembra scivolare tra il mondo sullo schermo e quello fuori dallo schermo, tra la realtà dei vivi e l'aldilà.
- Un primo esempio: quando Genjuro, Tobei e le loro famiglie viaggiano attraverso il Lago Biwa incontrano un'altra barca, pilotata da un uomo moribondo che li avverte di essere vigili perché i pirati possono rubare il loro carico e le loro vite. Questo presagio è preceduto da una canzone eseguita da Ohama, mentre rema e dirige la barca attraverso il lago nebbioso, ed è accompagnata da un basso ritmo di Taiko, che in realtà è iniziato nella scena precedente mentre il gruppo caricava in fretta la barca, fra l'eco di colpi di armi da fuoco in lontananza. Il ritmo del Taiko corrisponde a quello della canzone di Ohama, ma non ha una fonte sullo schermo, quasi venisse da un altro mondo. E trova rispondenza nelle parole del canto di Ohama: "Questo mondo è una dimora temporanea / Dove piangiamo fino all'alba / sbattuti dalle onde".
- Un secondo esempio: quando Genjuro viene condotto per la prima volta a casa di Lady Wakasa, un carillon inizia a risuonare e, mentre gli strumenti occidentali abbandonano e lasciano il posto al nohkan, il carillon continua e persiste per tutta la scena (più di sette minuti) tra Lady Wakasa e Genjuro. Da dove viene questo carillon? Nei rituali buddisti sono usati per chiamare gli spiriti dei defunti. Da un pubblico giapponese buddista sarebbero immediatamente riconosciuti. Il carillon rappresenta la vera natura di Lady Wakasa.
- Un terzo esempio: quando Lady Wakasa danza e canta accompagnata dal biwa della nutrice, al canto si aggiunge il suono di Tsuzumi unito al flauto Nohkan. Lo spettatore non è sicuro della sua fonte: la danzatrice reagisce ai suoni discordanti con inquietudine, la luce si attenua e la telecamera si sposta lentamente verso la maschera di samurai del padre, ex signore del castello. Il canto assomiglia a quelli che si trovano nelle storie di fantasmi del teatro Nō.[5]

## Critica
- Tra gli 86 film di Mizoguchi (...) unico sia per il peso che vi ha la dimensione fantastica (...) sia per la rapida concisione con cui espone i destini di quattro personaggi. Commento del dizionario Morandini che assegna al film cinque stelle su cinque di giudizio.[6]
- Il dizionario Farinotti assegna al film quattro stelle su cinque di giudizio.[7]
- Il dizionario Mereghetti assegna al film il massimo punteggio, quattro stelle su quattro.[8]
- Rotten Tomatoes registra tra i critici un punteggio di 9,4/10 ed un 100% di approvazione.[9]